# Grb Vatikana
Grb Vatikana heraldika opisuje kao crveni (Gules) štit s dva ukrštena (saltire) ključa, zlatni (or) i srebrni (argent), povezani zlatnim prestovima ispod srebrne tijare, sa zlatnom krunom. Može ga nositi samo papa, Rimska kurija, Rimska dioceza i Država Vatikanskoga Grada.
Uz Grb Vatikana, svaki papa ima svoj papinski grb, koji je osobni grb pape Katoličke Crkve.

## Simbolika
- ukršteni ključevi simboliziraju ključeve sv. Petra
- ključevi su zlatni i srebrni da bi se predstavila moć spajanja i razdvajanja dana Crkvi
- trostruka kruna (tijara) predstavlja papine tri funkcije - vrhovni pastor, vrhovni učitelj i vrhovni svećenik
- zlatni križ iznad tri krune simbolizira raspeće Isusovo.